# Onycholobus tigrinus
Onycholobus tigrinus är en kackerlacksart som beskrevs av Hanitsch 1938. Onycholobus tigrinus ingår i släktet Onycholobus och familjen småkackerlackor. Inga underarter finns listade i Catalogue of Life.